# Kilmacrehy
Kilmacrehy (Cill Mhic Creiche en Irlandais) est un village et une paroisse civile dans le Munster dans le comté de Clare.